# Medal jubileuszowy „65-lecia zwycięstwa w Wielkiej Wojnie Ojczyźnianej 1941–1945”
Medal jubileuszowy „65-lecia zwycięstwa w Wielkiej Wojnie Ojczyźnianej 1941–1945” (ros. Юбилейная медаль «65 лет Победы в Великой Отечественной войне 1941—1945 гг.») – jubileuszowy rosyjski medal, ustanowiony 4 marca 2009 roku dla uczczenia 65. rocznicy zwycięstwa w wielkiej wojnie ojczyźnianej. Medal przyznawany był między innymi weteranom Sił Zbrojnych ZSRR, partyzantom i członkom podziemia. Medal jest wykonany z tombaku; na jego awersie znajduje się wizerunek Orderu Sławy i lata 1945–2010, zaś na rewersie znajdują się napis 65 лет Победы в Великой Отечественной войне 1941–1945 (65 lat zwycięstwa w wielkiej wojnie ojczyźnianej).